# Acidosi tubulare renale
L'acidosi tubulare renale (abbreviata in ATR) è una condizione patologica che causa l'accumulo di acidi nel sangue per:
1. la ridotta capacità del tubulo renale distale di eliminarli;
2. la perdita di bicarbonati a livello del tubulo prossimale.

L'alterazione dell'equilibrio acido-base determinata da questo gruppo di malattie è una forma di acidosi metabolica cronica.

## Fisiologia
Una tra le funzioni più importanti dei reni è regolare, insieme ad altri organi come i polmoni, l'equilibrio acido-base dell'organismo, ovvero mantenere il pH del sangue entro livelli compatibili con i principali processi fisiologici. I reni partecipano alla regolazione di questo equilibrio mediante processi di riassorbimento e secrezione di sostanze a livello dei tubuli renali, regolando in particolare il riassorbimento del bicarbonato. Ciò comporta la formazione di urine più o meno acide. Diverse patologie che interessano i tubuli renali possono alterare questi meccanismi compromettendo la normale eliminazione degli acidi: questo determina un'alterazione dell'equilibrio acido-base che prende il nome di acidosi metabolica. I livelli di cloro nel sangue sono solitamente aumentati, mentre il gap anionico (differenza tra la somma dei cationi e quella degli anioni misurabili nel sangue) si mantiene nella norma. Quest'ultima caratteristica indica che l'acidosi è dovuta prevalentemente a una perdita di bicarbonati.
A livello dei tubuli renali, in condizioni di normalità, l'eliminazione degli acidi in eccesso (provenienti per maggior parte dal metabolismo degli alimenti) avviene mediante secrezione di idrogenioni e riassorbimento di bicarbonati. Quest'ultimo meccanismo, in particolare, è fondamentale per recuperare gran parte dei bicarbonati che sono passati nella preurina in seguito alla filtrazione a livello del glomerulo, quantità pari a circa 4320 milliequivalenti al giorno.
Le cellule del tubulo prossimale riassorbono l'80% del bicarbonato filtrato mediante un processo che avviene in più fasi. Sulla membrana apicale delle cellule, a contatto con il liquido tubulare (preurina), si trova un trasportatore di membrana che scambia uno ione sodio con uno ione idrogeno. Poiché il gradiente chimico a questo livello favorisce l'ingresso del sodio nella cellula, gli ioni idrogeno sono spinti a fuoriuscire dalla cellula verso il lume tubulare. Qui i protoni si coniugano al bicarbonato (filtrato a livello glomerulare) formando acido carbonico, il quale viene poi convertito da un'anidrasi carbonica in CO2 e H20. La CO2 può diffondere liberamente nelle cellule tubulari dove avviene una reazione di idratazione (CO2 + H2O → H2CO3), il quale si scinde poi in h+ e ioni HCO3-. Questi ultimi, mediante altri trasportatori localizzati sulla membrana basolaterale della cellula, rientrano nel sangue tramite i capillari peritubulari.
Con un meccanismo analogo anche il tratto successivo del tubulo, l'ansa di Henle, riassorbe un ulteriore 15% del bicarbonato filtrato. Il rimanente 5% è riassorbito dalle cellule del tubulo distale e del dotto collettore in un processo che comporta l'eliminazione nelle urine di ioni cloruro e il riassorbimento nel sangue di ioni potassio.
In generale, il riassorbimento del bicarbonato aumenta con l'aumentare del carico di bicarbonati filtrati, con la riduzione del volume dei liquidi corporei, in condizioni di acidosi e per effetto di alcuni ormoni come l'aldosterone.

## Classificazione
L'acidosi tubulare renale si distingue in quattro tipi a seconda del segmento di tubulo interessato e del tipo di alterazione funzionale.

### Prossimale (tipo 2)
Si tratta di una forma di acidosi metabolica determinata da un difetto del tubulo prossimale che provoca insufficiente riassorbimento di bicarbonato. L'aumento delle concentrazione di bicarbonato nelle urine, per effetto osmotico, richiama acqua aumentando così la diuresi e comportando una perdita di liquidi nell'organismo (ipovolemia). Inoltre il sodio, che viene riassorbito in misura inferiore al normale nel tubulo prossimale, arriva al tubulo distale, dove è riassorbito in scambio con il potassio. Ciò comporta un'eccessiva perdita anche di quest'ultimo elemento.
La diagnosi si ottiene somministrando per via endovenosa soluzioni contenenti bicarbonato: nei soggetti affetti, quando la concentrazione di bicarbonato nel sangue (inizialmente bassa) raggiunge i valori normali, questo compare nelle urine (bicarbonaturia). La terapia prevede la somministrazione orale di bicarbonato ed eventualmente supplementazioni di potassio.

### Distale (tipo 1)
Questa forma di acidosi metabolica è determinata da un difetto del dotto collettore nel suo tratto midollare che comporta una ridotta capacità di eliminare ioni idrogeno. I livelli di potassio nel sangue sono ridotti sia per un'aumentata escrezione urinaria di questo ione (che compensa la ridotta eliminazione degli ioni idrogeno) sia per l'instaurarsi di complessi meccanismi ormonali (aumento dell'aldosterone). Aumenta anche la perdita urinaria di calcio, con riduzione di questo elemento nel sangue potenzialmente associata a patologie delle ossa, quali rachitismo e osteomalacia. Al tempo stesso, l'aumentata concentrazione di calcio nelle urine, insieme alla riduzione del citrato, può provocare formazione di calcoli o nefrocalcinosi.
La diagnosi è basata sull'evidenza di acidosi metabolica accompagnata da presenza di urine alcaline. A differenza di quanto accade nella forma prossimale, la somministrazione di bicarbonato non determina un'aumentata escrezione di quest'ultimo nelle urine. Al contrario, dopo somministrazione di sostanze acide, come il cloruro di ammonio, il pH delle urine rimane superiore a 5.5. La terapia è analoga a quella della forma prossimale, con somministrazione di bicarbonato, potassio ed eventualmente citrato.

### Mista (tipo 3)
La forma mista si osserva in genere nei bambini. Come suggerito dal nome, l'alterazione riguarda sia il tubulo prossimale, con ridotto riassorbimento di bicarbonati, sia il tubulo distale dove è compromessa la secrezione degli ioni idrogeno. L'anomalia del tubulo prossimale in genere si corregge spontaneamente durante l'infanzia, mentre persiste quella che riguarda il tubulo distale.

### Distale iperkaliemica generalizzata (tipo 4)
Forma frequente negli adulti, è caratterizzata da acidosi metabolica con aumento della concentrazione plasmatica di cloro e di potassio; l'escrezione di ioni ammonio è solitamente ridotta. Si associa con ipoaldosteronismo (riduzione della concentrazione plasmatica di aldosterone), in particolare con la malattia di Addison, ma anche con forme secondarie a uso di farmaci. Questa forma di acidosi è scatenata, nei soggetti predisposti, dalla carenza dell'aldosterone a livello del dotto collettore, dove in condizioni normali le cellule principali riassorbono sodio, mentre le cellule intercalate secernono potassio e riassorbono cloro. Tutti questi processi dipendono dall'attività di trasportatori di membrana specifici, controllati dall'aldosterone.
Inoltre, esitano in ATR di tipo 4 le forme avanzate di malattia renale cronica, soprattutto quelle dovute a nefropatia diabetica e nefrite tubulointerstiziale. In questi pazienti, tuttavia, si avrà acidosi metabolica con gap anionico aumentato (a differenza delle altre ATR a diversa eziologia), perché nel paziente coesiste una insufficienza renale cronica che porta a ridotta capacità di eliminazione degli acidi non titolabili (che corrispondono a quelli misurati dal gap anionico).

## Forme acquisite
Oltre alle forme primitive (genetiche) di acidosi tubulare, si riscontrano a volte forme acquisite nel corso della vita. Le cause in generale sono soprattutto collegabili a malattie autoimmuni, come l'artrite reumatoide, la sindrome di Sjögren e altre similari.